# Santo Domingo Xenacoj
Santo Domingo Xenacoj é uma cidade da Guatemala do departamento de Sacatepéquez. 